# Silnice II/174
Silnice II/174 je silnice II. třídy, která vede z Milína do Velkého Boru. Je dlouhá 44,7 km. Prochází třemi kraji a třemi okresy.

## Vedení silnice

### Středočeský kraj, okres Příbram
- Milín (křiž. I/66)
- Lazsko (křiž. III/0306, III/0305c)
- Tochovice (křiž. III/0305, III/0305a, III/1915, III/00413)
- Horčápsko (křiž. III/00410)
- Březnice (křiž. I/19, III/1911, III/00416, III/1734, peáž s I/19)
- Hudčice
- Koupě

### Jihočeský kraj, okres Strakonice
- Bělčice (křiž. III/1736, III/1765, III/0303)
- Závišín (křiž. II/173)
- Hornosín (křiž. III/0302)
- Kocelovice (křiž. III/17725, III/1738)
- Lnáře (křiž. I/20, II/177, III/1768, III/17310, peáž s I/20)
- Pole (křiž. III/02017)
- Kadov (křiž. III/02019)
- Lnářský Málkov

### Plzeňský kraj, okres Klatovy
- Svéradice (křiž. III/02015, III/1741)
- Velký Bor (křiž. II/188)